# Georg Buschner
Georg Buschner (Gera, 26 dicembre 1925 – Jena, 12 febbraio 2007) è stato un calciatore e allenatore di calcio tedesco orientale di ruolo centrocampista; dal 1970 al 1981 fu il commissario tecnico della Germania Est, da lui guidata all'unica partecipazione di sempre della squadra al campionato mondiale nonché all'oro olimpico nel torneo calcistico del 1976 a Montréal.

## Carriera

### Giocatore

#### Club
Dopo avere studiato a Jena storia, pedagogia e scienze motorie, Buschner iniziò la carriera da calciatore nel 1949 nel Motor Gera, giocando in tutto 84 partite e partecipando sempre nel 1949 alla finale di FDGB Pokal persa contro il Waggonbau Dessau 0-1. Nel 1952 venne trasferito al Motor Jena, squadra con cui giocò fino al 1958, anno del ritiro, 69 partite in DDR-Oberliga.

#### Nazionale
Con la Germania Est giocò dal 1954 al 1957 sei partite. La prima partita fu il 26 settembre 1954 a Rostock contro la Polonia (0-1), l'ultima fu giocata il 27 ottobre 1957 a Lipsia contro la Cecoslovacchia (1-4).

### Allenatore
Appese le scarpette al chiodo nel 1958, iniziò ad allenare proprio il Motor Jena, debuttando in panchina il 17 agosto 1958 contro l'SC Chemie Halle con un perentorio 4-0. Con la squadra della Turingia vinse tre campionati e una FDGB Pokal. Chiamato a dirigere la Nazionale dalla DFV, smise di allenare a Jena nel 1970, lasciando il posto di allenatore al giovane Hans Meyer.
Come Commissario tecnico della Germania Est, Buschner diresse dal 1970 al 1981 104 partite, più altre 8 non ufficiali, vincendone 56, pareggiandone 27 e perdendo le altre 21. Fu il commissario tecnico delle selezioni che conquistarono il bronzo a Monaco di Baviera 1972 e l'oro a Montréal 1976 e di quella che partecipò al campionato del mondo 1974, dove la Germania Est batté la Germania Ovest per 1-0.

## Palmarès

### Allenatore

#### Club
- Coppa della Germania Est: 1

Carl Zeiss Jena: 1960
- Campionato tedesco orientale: 3

Carl Zeiss Jena: 1962-1963, 1967-1968, 1969-1970

#### Nazionale
- Bronzo olimpico: 1

Monaco di Baviera 1972
- Oro olimpico: 1

Montréal 1976